# Stephen Baldwin
Stephen Andrew Baldwin (nascut el 12 de maig de 1966) és un actor, productor, director i activista polític conservador nord-americà. Ha aparegut a les pel·lícules Born the Fourt of July (1989), Posse (1993), 8 Seconds (1994), Threesome (1994), The Usual Suspects (1995), Bio-Dome (1996) i The Flintstones in Viva Rock Vegas (2000). També va protagonitzar la sèrie de televisió The Young Riders (1989–92) i com ell mateix en els reality shows Celebrity Big Brother 7 (Regne Unit) i Celebrity Apprentice. El 2004 va dirigir Livin 'It, un DVD de skate de temàtica cristiana. És el més jove dels quatre germans Baldwin.

## Primers anys de vida
Baldwin va néixer a Massapequa, Nova York, fill petit de Carol Newcomb (Amb cognom de soltera Martineau) i Alexander Rae Baldwin, Jr., professor d'estudis socials de l'institut i entrenador de futbol. Els germans grans de Baldwin són els actors Alec, Daniel i William, coneguts col·lectivament com els " germans Baldwin ". Va ser criat en la fe catòlica. A l'escola secundària, Baldwin va participar en l'equip de lluita universitària, juntament amb William. Baldwin té dues germanes, Elizabeth Keuchler i Jane Sasso. Baldwin va assistir a l'Acadèmia Americana d'Arts Dramàtiques.

## Carrera
Baldwin va començar a actuar a la televisió i va debutar al cinema a The Beast. Va actuar a la sèrie de televisió occidental The Young Riders i a Threesome (1994). Baldwin va aconseguir un paper important a The Usual Suspects (1995) i va interpretar a Barney Rubble a The Flintstones a Viva Rock Vegas (2000). Va participar en Celebrity Mole Hawaii, la primera edició de celebritats de The Mole el 2002. ABC va emetre el programa a principis del 2003. Més tard aquell mateix any, va tornar a Celebrity Mole Yucatán, que ABC va emetre a principis del 2004. El 2006, Baldwin va interpretar a un canalla malvat a la pel·lícula de televisió Jesse Stone: Night Passage. L'agost del 2007, Baldwin va tornar a la televisió, quan CMT va emetre Celebrity Bull Riding Challenge de Ty Murray, un dels nou repartits de celebritats. En el primer episodi, Baldwin va resultar ferit en una mala caiguda d'un pontó de fusta, trencant-se l'espatlla i esquerdant-se una costella. Sota les ordres del metge, va deixar el programa al segon episodi. De gener a març de 2008, Baldwin va aparèixer al programa de celebritats de Donald Trump a NBC. Va acabar cinquè dels 14 concursants de celebritats. Ell i Trace Adkins es van fer amics mentre competien al programa. L'octubre del 2008, Baldwin va aparèixer al vídeo musical d'Adkins, " Muddy Water ". El març de 2013, Baldwin va tornar a competir a All-Star Celebrity Apprentice. Va participar en el reality show de la NBC del 2009, I'm a celebrity... Get Me out of Here!. Baldwin va deixar el programa a mitja temporada. En el segon episodi, va batejar l'actor de The Hills Spencer Pratt. El 2019, Baldwin va protagonitzar una pel·lícula filipina, Kaibigan

## Vida personal

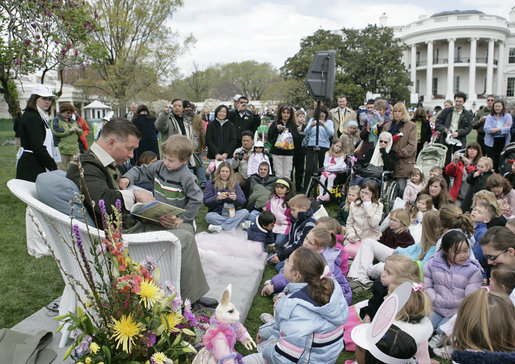
Baldwin llegeix als nens al Roll d'ous de Pasqua de la Casa Blanca del 2007

Baldwin resideix al poble de Nyack, Nova York, amb la seva dona, la dissenyadora gràfica brasilera Kennya Baldwin (nata Deodato), a qui va conèixer el 1987 i es va casar el 1990. Tenen dues filles, Alaia i Hailey Baldwin, totes dues són models. El sogre de Stephen és el compositor brasiler Eumir Deodato i el músic Justin Bieber és el gendre de Stephen a través de Hailey.
El 2006, Baldwin va llançar una campanya per evitar que una llibreria per a adults s'obrís a Nyack. Té un tatuatge a l'espatlla esquerra de les inicials "HM" de Hannah Montana. Es va fer el tatuatge després de pactar amb Miley Cyrus que se li permetria aparèixer al programa si tenia les inicials tatuades. Va revelar el tatuatge a Cyrus en una signatura de llibres a Nashville el 10 de novembre de 2008. Mai no se li va donar l'oportunitat d'aparèixer al programa i des de llavors ha dit que lamenta haver-se tatuat.
El juny del 2009, Baldwin va adjudicar una casa de 1,4 acres de 515.000 dòlars al comtat de Rockland, Nova York, després que ell i la seva dona van pagar més de 824.000 dòlars en pagaments hipotecaris. El juliol, Baldwin va sol·licitar la protecció bancària del capítol 11 reclamant més de 2,3 milions de dòlars en deutes. Els documents judicials van demostrar que devia 1,2 milions de dòlars per dues hipoteques sobre una propietat de Nova York valorades en només 1,1 milions de dòlars, més d'un milió de dòlars en impostos i deutes de targetes de crèdit.
Baldwin va ser la primera persona que va entrar a la casa del Celebrity Big Brother el 3 de gener de 2010. El tema d'aquesta sèrie era "Infern", amb un cap de diable a la porta principal. Sovint es burlava del cap dient "ets un perdedor". Durant la seva estada a la casa, llegia amb freqüència passatges de la Bíblia als companys de casa. No va aconseguir guanyar molts fans i va ser desallotjat el 22 de gener de 2010, convertint-se en el quart company de casa que va ser desallotjat. En una votació a tres bandes —en contra d'Ivana Trump i Sisqó—, va rebre el 50% del vot públic. Després del seu desallotjament, el lloc web restorestephenbaldwin.org, no sol·licitat per ell, va començar a sol·licitar donacions en efectiu per millorar la carrera de Baldwin.
El desembre de 2010, Baldwin va presentar una demanda de 3,8 milions de dòlars contra Kevin Costner per tecnologia de separació de petroli que es va utilitzar per ajudar a resoldre el vessament de petroli de BP al golf de Mèxic. El juny de 2012, un jurat es va presentar al costat de Costner i no va atorgar a Baldwin cap dany. El març de 2013, Baldwin es va declarar culpable de no presentar els impostos sobre la renda dels anys 2008, 2009 i 2010. Va afirmar que mai no pretenia evitar el pagament d'impostos i que havia rebut un mal consell per part d'advocats i comptables. Baldwin va acordar pagar 300.000 dòlars en un any, o seria condemnat a cinc anys de llibertat condicional i tindria cinc anys per pagar els diners.

## Activisme

### En religió

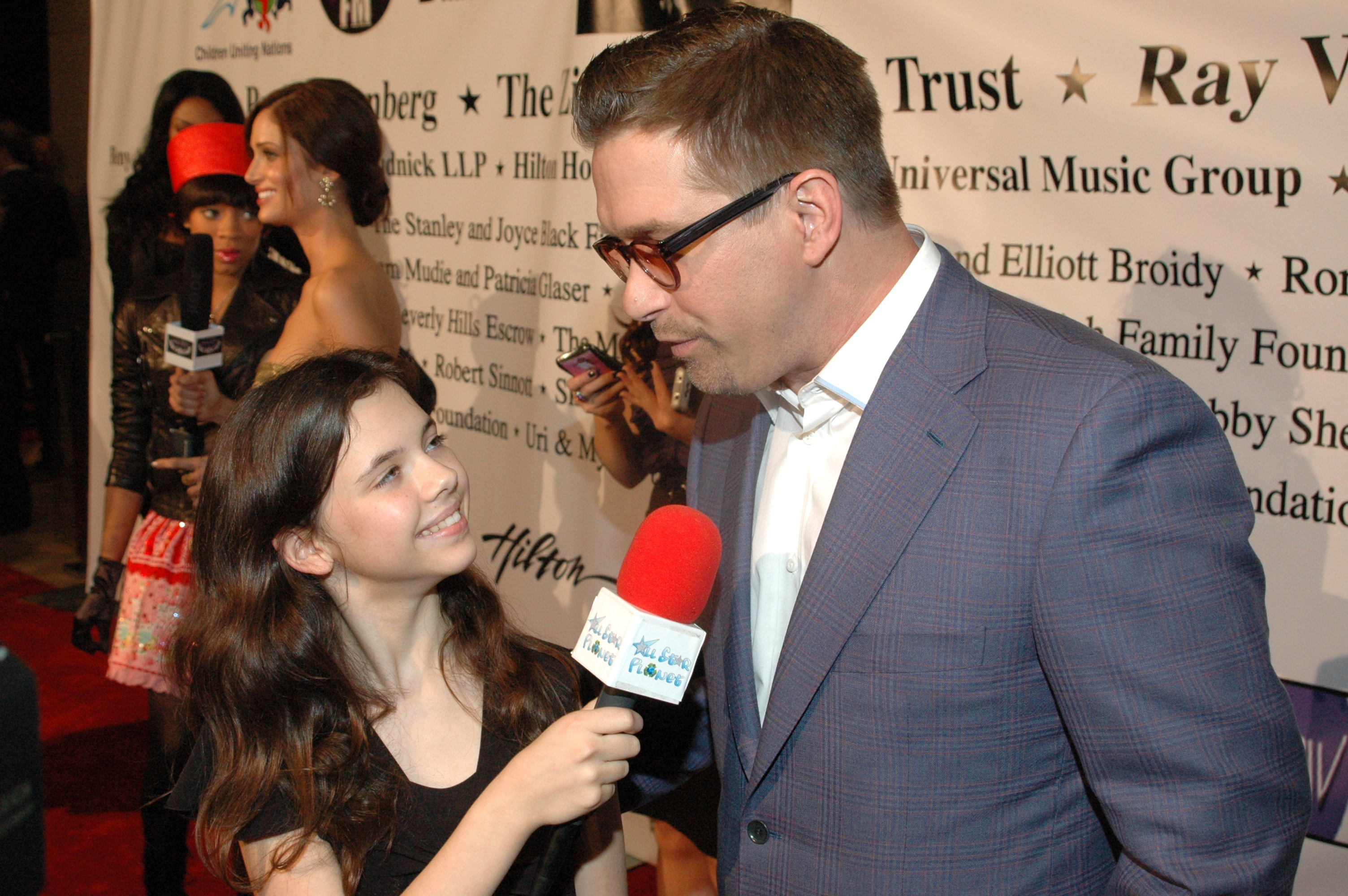
Baldwin parla sobre la catifa vermella d'un partit de les Nacions Unides de Nens, 2009

Al setembre del 2006, Baldwin va publicar el seu llibre titulat The Unusual Suspect, que detalla aspectes destacats de la seva vida personal, la seva carrera, els dies d'abús de drogues i el seu torn a convertir-se en un cristià nascut després dels atacs de l'11 de setembre del 2001. El mateix any, Baldwin, Mario D'Ortenzio i Bobby Brewer van fundar Breakthrough Ministry, que va ser dissenyat per utilitzar els esports extrems com a ministeri a través de gires a la sorra, anomenat AsSalt Tours. Les visites van comptar amb celebritats esportives extremes, inclòs Christian Hosoi. El 2007, Daniel Southern es va unir a Baldwin com a president del seu ministeri.
A finals del 2008, Baldwin va formar una organització amb ànim de lucre anomenada Antioch Ministry, que existeix "per facilitar els regals i la convocatòria de Stephen Baldwin". El 2009, Baldwin i Southern van llançar un tercer ministeri anomenat Ara més que mai, dissenyat per arribar a homes i dones enrolats a l'exèrcit de tot el món. El 2008, Baldwin es va associar amb el moderador conservador Kevin McCullough per muntar un programa de ràdio de dissabte anomenat Baldwin / McCullough Radio. A partir del 18 d'abril de 2009, el programa es va emetre a 213 estacions i a més de 400 ciutats dels Estats Units i del món a través de Sirius 161 i XM 227. Baldwin apareix setmanalment al programa des dels estudis de radiodifusió de la ciutat de Nova York i des de diverses ubicacions del país quan viatja amb altres finalitats comercials.

### En política
El 2007, Baldwin va donar suport a Sam Brownback com a president dels Estats Units. Després que Brownback acabés la seva campanya, Baldwin va canviar el seu suport a Mike Huckabee.
Baldwin era un defensor franc del bitllet presidencial John McCain - Sarah Palin després que Huckabee abandonés les eleccions presidencials del 2008. El mateix any, Baldwin amenaça de traslladar-se al Canadà si Barack Obama va ser elegit i va desafiar el candidat a la caixa per a la caritat.
El juny de 2011, Baldwin va esmentar la possibilitat d'entrar a les eleccions a la ciutat de Nova York el 2013 com a opositor del seu germà Alec, que havia suggerit que es pogués presentar ell mateix.
Baldwin va donar suport a Donald Trump com a president a les eleccions presidencials del 2016.

## Filmografia

### Televisió
| Any     | Title                                 | Paper                    | Anotacions                            |
| ------- | ------------------------------------- | ------------------------ | ------------------------------------- |
| 1987    | American Playhouse                    | Gutter Pup               | Episodi: "The Prodigious Hickey"      |
| 1988    | Family Ties                           | Bobby                    | Episodi: "Beyond Therapy"             |
| 1989–92 | The Young Riders                      | William F. Cody          | 67 episodis                           |
| 1989    | China Beach                           | Chuck Berry              | Episode: "All About E.E.V."           |
| 1994    | New Eden                              | Adams                    | Telefilm                              |
| 1995    | Legend                                | Jimmy Siringo            | Episodi; "Mr. Pratt Goes to Sheridan" |
| 1998    | Mr. Murder                            | Marty Stillwater / Alfie | Miniseries                            |
| 2000    | Cutaway                               | Agent Victor Cooper      | Television film                       |
| 2000    | Batman Beyond                         | Charlie Bigelow (voice)  | Episode: "Big Time"                   |
| 2001    | Night Visions                         | Barry                    | Episodi: "The Doghouse"               |
| 2001    | Zebra Lounge                          | Jack Bauer               | Telefilm                              |
| 2002    | Fear Factor                           | Himself                  | Episodi: "Celebrity Fear Factor 2"    |
| 2003    | Scare Tactics                         | Himself / host           | 8 episodis                            |
| 2005    | CSI: Crime Scene Investigation        | Jesse Acheson            | Episodi: "Compulsion"                 |
| 2006    | The Snake King                        | Matt Ford                |                                       |
| 2006    | Jesse Stone: Night Passage            | Joe Genest               | Telefilm                              |
| 2006    | Earthstorm                            | John Redding             | Telefilm                              |
| 2006    | Dark Storm                            | Daniel Grey              | Telefilm                              |
| 2007    | The Harpy                             | Jason                    | Telefilm                              |
| 2009    | The Celebrity Apprentice              | Ell mateix               | Temporada 1 15 episodis               |
| 2009    | I'm a Celebrity...Get Me Out of Here! | Ell mateix               | Temporada 2 13 episodis               |
| 2010    | 8 Out of 10 Cats                      | Ell mateix               | Episode 9.4                           |
| 2010    | Celebrity Big Brother                 | Ell mateix               | Temporada 7 27 episodis               |
| 2013    | All-Star Celebrity Apprentice         | Ell mateix               | Temporada 6 8 episodis                |
| 2017    | The Great American Pilgrimage         | Ell mateix               | Temporada 1 16 episodis               |

### Pel·lícula
| Any  | Títol                                        | Rol                          | Notes                                            |
| ---- | -------------------------------------------- | ---------------------------- | ------------------------------------------------ |
| 1988 | Homeboy                                      | Luna Park Drunk              |                                                  |
| 1988 | The Beast                                    | Anthony Golikov              |                                                  |
| 1989 | Casualties of War                            | Soldier                      | Uncredited                                       |
| 1989 | Last Exit to Brooklyn                        | Sal                          |                                                  |
| 1989 | Born on the Fourth of July                   | Billy Vorsovich              |                                                  |
| 1992 | Crossing the Bridge                          | Danny Morgan                 |                                                  |
| 1993 | Posse                                        | Jimmy J. 'Little J.' Teeters |                                                  |
| 1993 | Bitter Harvest                               | Travis                       |                                                  |
| 1994 | Threesome                                    | Stuart                       |                                                  |
| 1994 | 8 Seconds                                    | Tuff Hedeman                 |                                                  |
| 1994 | A Simple Twist of Fate                       | Danny Newland                |                                                  |
| 1994 | Mrs. Parker and the Vicious Circle           | Roger Spalding               |                                                  |
| 1995 | Dead Weekend                                 | Agent Weed                   |                                                  |
| 1995 | Fall Time                                    | Leon                         |                                                  |
| 1995 | The Usual Suspects                           | Michael McManus              |                                                  |
| 1995 | Under the Hula Moon                          | 'Buzzard' Wall               |                                                  |
| 1996 | Bio-Dome                                     | Doyle Johnson                |                                                  |
| 1996 | Fled                                         | Luke Dodge                   |                                                  |
| 1996 | Crimetime                                    | Bobby Mahon                  |                                                  |
| 1998 | Half Baked                                   | MacGyver Smoker              |                                                  |
| 1998 | Scar City                                    | John Trace                   |                                                  |
| 1998 | One Tough Cop                                | Bo Dietl                     |                                                  |
| 1999 | Friends & Lovers                             | Jon                          |                                                  |
| 1999 | The Sex Monster                              | Murphy                       |                                                  |
| 1999 | Absence of the Good                          | Caleb Barnes                 |                                                  |
| 2000 | Mercy                                        | The Mechanic                 |                                                  |
| 2000 | The Flintstones in Viva Rock Vegas           | Barney Rubble                |                                                  |
| 2001 | XChange                                      | Clone #1 / Toffler 3         |                                                  |
| 2001 | Protection                                   | Sal                          |                                                  |
| 2001 | Zebra Lounge                                 | Jack Bauer                   |                                                  |
| 2001 | Dead Awake                                   | Desmond Caine                |                                                  |
| 2002 | Spider's Web                                 | Clay Harding                 |                                                  |
| 2002 | Slap Shot 2: Breaking the Ice                | Sean Linden                  | Direct-to-video                                  |
| 2003 | Silent Warnings                              | Joe 'Cousin Joe' Vossimer    | Direct-to-video                                  |
| 2003 | Lost Treasure                                | Bryan McBride                |                                                  |
| 2004 | Target                                       | Charlie Snow                 |                                                  |
| 2004 | Six: The Mark Unleashed                      | Luke                         |                                                  |
| 2006 | The Genius Club                              | Rory Johnson                 |                                                  |
| 2007 | Midnight Clear                               | 'Lefty'                      |                                                  |
| 2007 | Fred Claus                                   | Himself                      |                                                  |
| 2008 | The Flyboys                                  | Silvio Esposito              |                                                  |
| 2008 | Shark in Venice                              | David Franks                 |                                                  |
| 2010 | Let the Game Begin                           | Max Rockinsky                |                                                  |
| 2010 | Loving the Bad Man                           | McQuade                      |                                                  |
| 2012 | Dino Time                                    | Surly (voice)                |                                                  |
| 2013 | I'm in Love with a Church Girl               | Jason McDaniels              |                                                  |
| 2014 | 2047: The Final War                          | Ryan Willburn                | Italian film also known as 2047: Sights of Death |
| 2015 | God's Club                                   | Michael Evans                |                                                  |
| 2015 | Faith of Our Fathers                         | Mansfield                    |                                                  |
| 2016 | Magi                                         | Burga                        |                                                  |
| 2016 | No Panic, with a Hint of Hysteria            | Chester                      |                                                  |
| 2016 | The Apostle Peter: Redemption                | Nero                         |                                                  |
| 2017 | RUN                                          | Jeff Conners                 |                                                  |
| 2019 | The Least of These: The Graham Staines Story | Graham Staines               |                                                  |

### Director
| Curs | Títol                   | Notes           |
| ---- | ----------------------- | --------------- |
| 2004 | Livin'it                | Curt documental |
| 2012 | La voluntat de perforar | Documental      |

## Premis
| Curs | Associació               | Categoria                         | Treball | Resultat |
| ---- | ------------------------ | --------------------------------- | --- | -------- |
| 1995 | National Board of Review | Millor interpretació d'un conjunt | style="background: #98FB98; color: black; text-align: center; vertical-align: middle;" class="table-yes2"\| Guanyador |          |
| 2001 | Premis Golden Raspberry  | El pitjor actor secundari         | style="background:#ffbbbb; color: black; text-align: center; vertical-align: middle;" class="table-no2"\| Nominat     |          |